# باربرا ميلز
باربرا ميلز (بالإنجليزية: Barbara Mills)‏ هي محامية في القضاء العالي بريطانية، ولدت في 10 أغسطس 1940 في Chorleywood ‏ في المملكة المتحدة، وتوفيت في 28 مايو 2011 بسبب سكتة.